# Мерянська мова
Мерянська мова — національна мова мерян. Належить до фіно-волзької підгрупи фіно-угорських мов уральської сім'ї.. Зникла у XVIII столітті та відроджена у XXI столітті.

## Характеристика
Частина вчених відносила мерянську мову до волзько-фінських, частина — до прибалтійсько-фінських мов. Український філолог, член-кореспондент НАН України Орест Ткаченко вважає, що мерянська мова посідала проміжну ланку в системі фіно-угорських мов, при чому, як і мещерська, мала значний угорський (мадярський) субстрат[джерело?].

### Фонетика мерянської мови
Мерянська фонетична система досліджена лише у загальних рисах, спираючись на діалектні та арготичні факти російських говірок сучасної Ярославської та Костромської області.
Мерянській мови притаманна:
- глухість приголосних на початку слів і їх спірантизація (підвищення дзвінкості) всередині слів. Це притаманно як прибалтийсько-фінським мовам, так і волзько-фінським, і навіть саамським;
- на початку слів міг бути тільки один приголосний звук (якщо більше, то це запозичення);
- відсутність скупчення приголосних звуків наприкінці слова, особливо з кінцевим вибуховим;
- відсутність сполучення дзвінких зубних (-дн-, -фш-, -вш-);
- у царині вокалізму відсутній звук «ы» (близький до російського), який послідовно вживається як українське «и» або близьке до ерзянського звуку «у»;
- наявність та широке вживання прибалтійсько-фінських звуків -ö-, -ä-, -ü-;
- відсутність сингармонізму;
- ініціальний наголос (наголос на перший склад).

### Граматика мерянської мови
- Множина утворюється додаванням до кореня слова закінчення -k-;
- Форма номінативу множини наближена до угорської та західно-саамських мов.

### Зразки лексики
- jol/-*ul- «бути»;
- jond «є, бути»;
- e jola (-åj) «не є»;
- ul «був»;
- ulsha «колишній»;
- *meråk «скажи».

## Територія поширення
Мерянська мова була поширена у сучасних областях Російської Федерації: Московській, Володимирській, Ярославській, Івановській, Костромській, частина Тверської, невеликих частинах Вологодської та Архангельської.

## Періодизація мерянської мови
Російська наука обмежує час існування живої мерянської мови ХІ століттям, хоча існують численні свідчення про побутування мерянської мови і в часи Ливонської війни 15 століття, і навіть часів Івана Мазепи — початку 18 століття. Дослідник Орест Ткаченко припускає, що мерянські мовні анклави на території сучасної Костромської області існували до XIX століття, а останній носій мерянської мови міг померти в часи поета Тараса Шевченка[джерело?].
У 1990-их роках частина краєзнавців та фіно-угорських патріотів виношувала думку про реконструкцію мерянської мови, принаймні у формі діалектів живої російської мови. До таких екзотичних спроб належить ініціатива ярославських музейників, яка, щоправда, не мала розвитку.

## Дослідники мерянської мови
Професійний збір мовного матеріалу на постмерянській території розпочався у XIX столітті. Словники діалектних та арготичних слів стали джерелом для вивчення мерянської мови. До цього прислужилися Т. Сємьонов (1891), М. Фасмер (1935), О. Востріков (1978, 1981). У ХХ столітті найвідомішим дослідником мерянської мови став український вчений Орест Ткаченко, який захистив 1985 року як докторську дисертацію однойменну працю — «Мерянська мова». Щоправда, починаючи з 1990-тих фіно-угристика та, меряністика зокрема, перейшли на периферію наукових інтересів Ткаченка.
У сучасній Російській Федерації, зокрема на кафедрах філології міст історичної Мерямаа, відсутні професійні кадри, які б досліджували мерянську мову. Приватними зусиллями у Костромі перевидана праця Ореста Ткаченка «Мерянська мова» та інші мерянознавчі статті. Нині продовжують досліджувати мерянську мову ентузіасти з товариства «Metsa Kunnta» на чолі з лідером «нових мерян» Андрієм Малишевим, які випустили в березні 2013 року Словник мерянської мови, чи відродженою мерянською — «Merjan jelma».